# Super-S
Le pistolet Super-S est un pistolet semi-automatique à simple action, copie du Colt 1911 dans l'esthétique pas en fonctionnement, en calibre 9mm court. Fabriqué par la firme espagnole Star Bonifacio Echeverria S.A. il est l'exacte réplique du pistolet Super-Star dans un calibre différent et en dimensions très réduites. L'arme était en dotation chez les fonctionnaires espagnols des impôts, service de l'information, service de renseignements, les agents de la circulation.

## Fonctionnement
Son système de fonctionnement est identique au FN GP35 Browning Hi-Power. Le dessous du canon comporte une came en U encastrée dans la clé de démontage, et lors du départ du coup, il recule avec la culasse, puis libère celle-ci, qui continue sa course en éjectant l'étui.

## Caractéristiques
(Selon données manuel, transmises par le fabricant) :
```
* Poids de l'arme avec son chargeur : .......................610 g
* Longueur :.................................................160 mm
* Hauteur : .................................................115 mm
* Epaisseur :................................................25 mm
* Chargeur :.................................................8 cartouches
* Longueur de canon :........................................103 mm
* Longueur de la partie rayée :..............................84 mm
* Diamètre extérieur de la chambre canon :...................14 mm
* Diamètre de la partie rayée :..............................12 mm
* Nombre de rayures :........................................6
* Profondeur des rayures :...................................0,02 mm
* Largeur des rayures :......................................3,20 mm
* Pas rayure :...............................................311 mm
* Rayures tourne à droite :..................................oui
* Longueur de la cartouche :.................................25 mm
* Poids du chargeur :........................................53 g 
* Poids de l'ogive :.........................................6,06 g
* Poids de la poudre :.......................................0,195 g
* Poids total cartouche :....................................9,27 g
```

Données balistiques,(selon manuel fabricant)
```
*Vitesse :...................................................320 m/s
*Puissance bouche du canon :.................................31,60 kgmts
*Pénétration dans bois de pin à 15 m :.......................90 mm
*Pression dans la chambre du canon :.........................1 405 kg/cm
2

*Porté efficace :............................................80 m
*Groupement sur appuis à 25 m :..............................H = 120 mm ; L = 180 mm
*Idem, à bras tendu :........................................H = 150 mm ; L = 250 mm
```